# Iglesia de Santa María de Montalegre
Santa María de Montalegre es una iglesia situada en la calle Valldonzella del Raval de Barcelona, que forma parte del conjunto de la Casa de la Caridad, catalogado como bien cultural de interés local.

## Descripción
Se trata de un templo de nave única y planta cruciforme, con un cimborrio en el crucero y un presbiterio semicircular adosado al transepto, donde se encuentra el acceso desde la calle. En términos generales, la iglesia se encuentra a medio camino del modernismo y el historicismo, revisitando el arte romano de Oriente y el románico.

## Historia
En 1362, las monjas Canónigas de Santa María de Montalegre o de la Alegría, que estaban establecidas donde ahora está la Conreria de Tiana, construyeron un monasterio en la esquina de las calles de Montalegre y Valldonzella de Barcelona. En 1593, la orden de estas monjas desapareció, y el monasterio pasó a ser el Seminario Episcopal de Nuestra Señora de Montalegre. En 1802, el rey Carlos IV estableció la Casa de la Caridad.
El proyecto de la iglesia fue obra del arquitecto barcelonés Augusto Font Carreras con la colaboración del maestro de obras Domènec Balet Nadal.La construcción, sufragada con donativos de los fieles, empezó en 1901 y pudo abrirse al culto un año después. La capilla de la Virgen de la Medalla Milagrosa, también de Font, se inauguró en 1908. En la nueva iglesia se reutilizaron todos los elementos útiles provenientes de la antigua.
Las vidrieras fueron realizadas en 1902 por el vidriero Antoni Rigalt Blanch utilizando viejas vidrieras del antiguo templo; la casa Hijo de Eudald R. Amigó y Cía hizo las cuatro vidrieras de la sacristía en 1911. El órgano, inaugurado en 1927, es de Lope Alberdi y Recalde, y su fachada de madera de Enric Sagnier Villavecchia.
Durante la Guerra civil española, la iglesia sufrió desperfectos y se utilizó como hospital, almacén de víveres y de bobinas de papel. La restauración posterior fue de Isidre Puig i Boada, y el baldaquino lo hizo Jaume Busquets Mollera y la araña de hierro forjado Benjamí Sales. La nueva inauguración fue en 1940. En 1952, con motivo de los 150 años de la Casa de la Caridad y cincuenta de la iglesia, se colocó la imagen actual del presbiterio, de Jaume Busquets Mollera.
En 1957 los edificios de la Casa de la Caridad fueron trasladándose a los Hogares Mundet, y el uso del templo fue quedando reducido. Por eso, en 1965 la Diputación de Barcelona entregó el edificio al Arzobispado de Barcelona para que se mantuviera el culto, que confió la iglesia en el Opus Dei, que tomó posesión el 29 de junio de 1967. Su fiesta es el 31 de mayo. Las obras de rehabilitación de la iglesia, que estaba en mal estado, estuvieron dirigidas por el arquitecto Antoni Lozoya Augé. Además de la labor pastoral, actualmente la iglesia lleva a cabo una amplia acción solidaria a través del equipo de voluntariado de la Acción Social Montalegre.